# Patience (canção)
Patience é uma power ballad da banda de hard rock americana Guns N' Roses. Está presente no álbum G N' R Lies (1988) e foi lançada como single em 1989. A música alcançou a quarta posição no Billboard Hot 100. A música é tocada usando três guitarras acústicas e foi gravada em uma única sessão pelo produtor Mike Clink. Um videoclipe da música foi filmado e aparece no DVD que reúne os videoclipes da banda, Welcome to the Videos. A música e a letra foram escritas por Izzy Stradlin. Steven Adler não gravou a faixa, embora, em algumas apresentações ao vivo antes do lançamento do álbum, como na performance na Orange County Fair, em Nova York (estado), no verão de 1988, tenham sido usadas percussões (e instrumentos elétricos). Foi a música mais ouvida nas rádios de todo o planeta em 1989.

## Inspiração
A inspiração para a faixa, é geralmente associada com a relação problemática entre Axl Rose e sua atualmente ex-esposa Erin Everly, embora isso nunca tenha sido afirmado no álbum ou nas entrevistas. De acordo com o baixista Duff McKagan, "Axl surgiu com uma ótima letra, aparentemente do nada, que, claro, tornou-se a história e a melodia dessa música". Também foi afirmado pela banda que Stradlin escreveu a música para sua ex-namorada Angela Nicoletti McCoy.

## Videoclipe
O videoclipe mostra um estúdio de gravação e um hotel. No videoclipe, está incluída uma conhecida cena em que o guitarrista Slash aparece com uma cobra enrolada em seu pescoço enquanto está deitado sobre a cama no quarto do hotel. Foi o último videoclipe em que o baterista Steven Adler apareceu. No vídeo, os integrantes da banda estão situados em um hotel. Outras pessoas estão presentes por um momento, depois desaparecem. Mais recentemente, os fãs tomaram outra visão da música, já que, agora, Rose é o único integrante restante da formação original. Em um toque profético, as partes finais do vídeo mostram Rose sentado sozinho, em sua casa, assistindo a vídeos  antigos do Guns N'Roses, em um estado triste e solitário.
O vídeo, dirigido por Nigel Dick, foi um dos muitos produzidos pela banda. Foi o último vídeo em que Steven Adler aparece (mesmo que ele não tenha gravado a música) e o último antes dos clipes dos álbuns Use Your Illusion I e Use Your Illusion II. O vídeo foi filmado no The Ambassador Hotel, que se tornou famoso porque Robert F. Kennedy foi assassinado lá, em 1968. O hotel estava inoperante e programado para demolição, mas só foi demolido em 2006.
A filmagem ocorreu no dia dos namorados de 1989.
Parte das cenas do clipe, foi filmada no Record Plant Studios.
Mike Clink foi apresentado no vídeo, sentado na mesa de mixagem.

## Performances ao vivo
"Patience" tem sido presença constante na set list das turnês do Guns N 'Roses, desde que a música foi lançada. Quando cantada ao vivo, as guitarras elétricas são, frequentemente, trocadas pelas acústicas. Apesar de, na versão do álbum, a música não ter o uso de baterias, os bateristas usam ativamente seus kits de bateria durante as apresentações. O tecladista Dizzy Reed também usa seu teclado. De 2001 em diante, os guitarristas principais (Robin Finck, DJ Ashba e Slash) tocam guitarras elétricas, os guitarristas rítmicos (Buckethead, Paul Tobias, Richard Fortus, Bumblefoot e Duff McKagan) tocam guitarra acústica e o resto da banda, além de Axl, tocam pandeiro até o solo, onde Dizzy Reed toca piano. No final, os tecladistas (Dizzy Reed, Chris Pitman e Melissa Reese) tocam teclados.
A banda tocou a música ao vivo nos American Music Awards, tocando no Shrine Auditorium. Steven Adler estava em reabilitação no momento da filmagem, e Don Henley o substituiu durante a gravação.

## Acusação de plágio
O guitarrista do Tesla, Frank Hannon, disse, mais tarde, que o Guns N 'Roses, havia copiado o trabalho anterior do Tesla, afirmando que uma demo do Tesla, chamada "Better Off Without You", continha a música. Depois, Hannon voltou atrás em seu blogue, dizendo: "É uma ótima música que eles mesmos escreveram, e é apenas a parte final que tem uma parte semelhante aos acordes de guitarra que usamos. Peço desculpas por qualquer controvérsia, ou desrespeito que eu possa ter projetado na minha brincadeira com Eddie Trunk, sobre isso."

## Uso na mídia
- "Patience" aparece na trilha sonora do filme Warm Bodies.
- A música pode ser ouvida brevemente no filme Cape Fear de 1991.
- A música é usada no primeiro episódio do programa de TV de 2016 Dead of Summer na Freeform network.
- Foi incluída na trilha sonora internacional da novela "Que Rei Sou Eu?" exibida pela TV Globo em 1989. Na trama de Cassiano Gabus Mendes a canção foi tema dos personagens "Aline" e "Jean Pierre", interpretados por Giulia Gam e Edson Celulari.[7]

## Formatos e faixas
Todas as faixas escritas e compostas por Guns N' Roses. 
| 7" vinyl |                            |         |  |
| N.º      | Título                     | Duração |  |
| 1.       | "Patience" (Versão LP)     | 5:56    |  |
| 2.       | "Rocket Queen" (Versão LP) | 6:13    |  |

| UK 12" vinyl, 3" CD |                                                                               |         |  |
| N.º                 | Título                                                                        | Duração |  |
| 1.                  | "Patience" (Versão LP)                                                        | 5:56    |  |
| 2.                  | "Rocket Queen" (Versão LP)                                                    | 6:13    |  |
| 3.                  | "Entrevista com W. Axl Rose" (Gravação em Los Angeles, em 19 de Maio de 1989) |         |  |

## Créditos
- Axl Rose - vocais, assobio
- Slash - guitarra solo acústica
- Izzy Stradlin - guitarra rítmica acústica, vocal de apoio
- Duff McKagan - guitarra rítmica acústica, vocal de apoio
- Steven Adler - vocal de apoio

## Paradas musicais

### Posições
| Chart (1989-90)                                | Maior posição |
| ---------------------------------------------- | ------------- |
| Austrália (ARIA)                               | 16            |
| Bélgica (Ultratop 50 de Flandres)              | 9             |
| Finlândia (The Official Finnish Charts)        | 8             |
| O campo songid é OBRIGATÓRIO PARA PARADA ALEMÃ | 38            |
| Irlanda (IRMA)                                 | 2             |
| Países Baixos (Single Top 100)                 | 4             |
| Nova Zelândia (Recorded Music NZ)              | 4             |
| Suíça (Schweizer Hitparade)                    | 16            |
| Reino Unido (UK Singles Chart)                 | 10            |
| Estados Unidos (Billboard Hot 100)             | 4             |
| Estados Unidos (Billboard Mainstream Rock)     | 7             |